# Damenmantelfabrik R. M. Maaßen

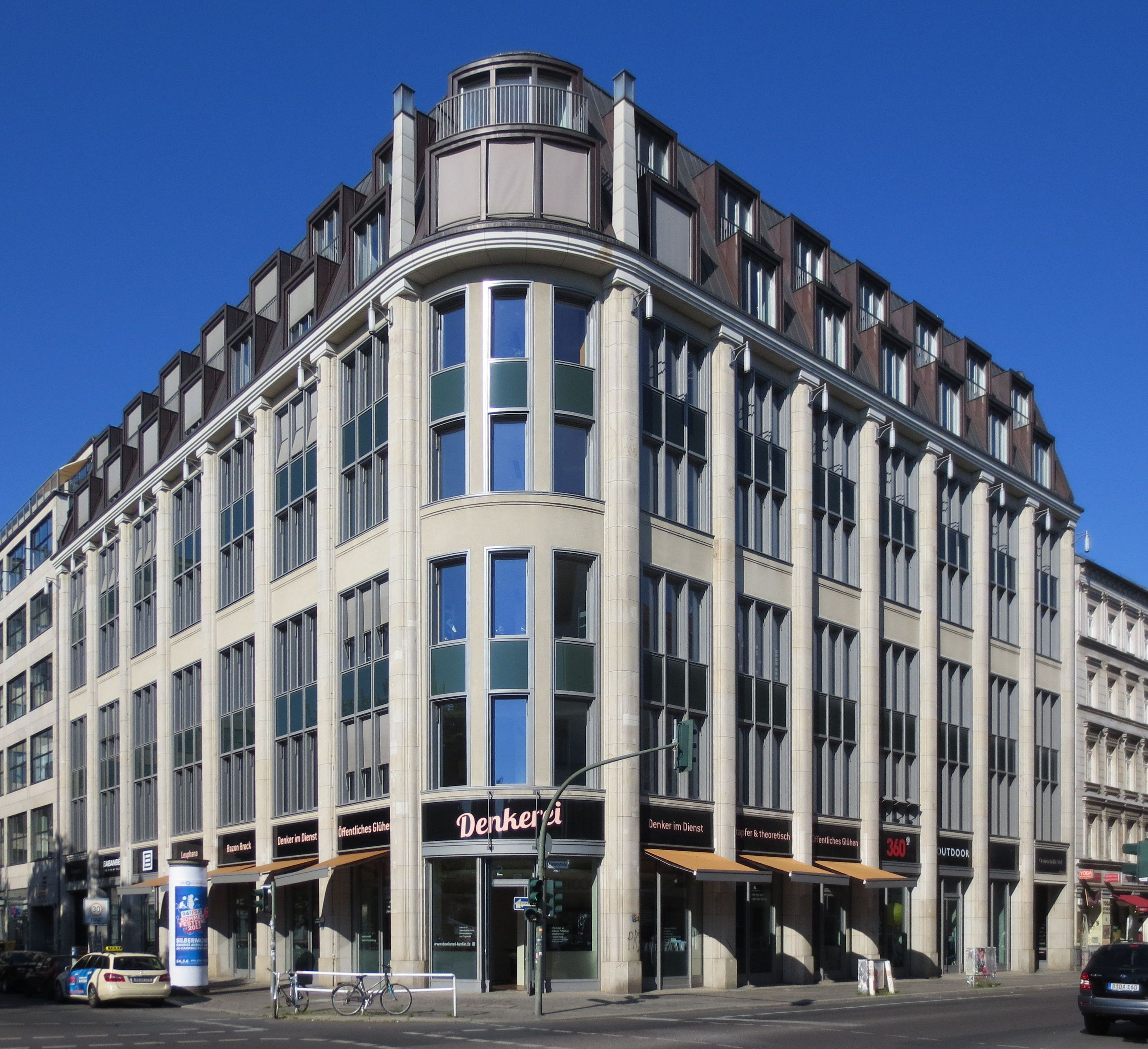
Das ehemalige Warenhaus Maaßen an der Ecke Oranienplatz und Oranienstraße (rechts)

Die ehemalige Damenmantelfabrik R. M. Maaßen oder Maassen, das Gebäude Oranienplatz 2 in Berlin-Kreuzberg, ist ein ehemaliges Warenhaus. Es wurde 1904 erbaut und steht unter Denkmalschutz. Im Erdgeschoss befand sich von 2011 bis 2019 die Denkerei, eine Kultureinrichtung mit dem Untertitel Amt für die Arbeit an unlösbaren Problemen und Maßnahmen der hohen Hand.

## Geschichte
Das Textilkaufhaus am Standort Oranienplatz 2/Oranienstraße 164 wurde in den Jahren 1903 bis 1904 durch die Architekten Alfred Breslauer und Paul Salinger erbaut. Auftraggeber war der Berliner Kaufmann Christfried Reinhard-Moritz Maaßen (1859–1907). Das Kaufhaus R. M. Maaßen galt eine Zeit lang als Deutschlands größtes Spezialhaus für Damenbekleidung. Es blieb bis zum Verkauf an die Konsum-Genossenschaft Berlin und Umgebung im Jahre 1927 im Besitz des Familienunternehmens Maaßen. 1938 erfolgte ein Umbau. Im Zweiten Weltkrieg wurde das Haus fast völlig zerstört. In den 1950er Jahren wurde es vollständig umgebaut und verlor seine ursprüngliche Gestalt. Die Architekten Thomas Müller und Ivan Reimann bauten das Haus in den Jahren von 2002 bis 2004 erneut um und orientierten sich dabei am ursprünglichen Erscheinungsbild.

## Denkerei
Von Dezember 2011 bis April 2019 befand sich im Erdgeschoss des Hauses Oranienplatz 2 die „Denkerei, Amt für Arbeit an unlösbaren Problemen und Maßnahmen der hohen Hand“. Diese Kultureinrichtung wurde am 3. Dezember 2011 eröffnet.
Verantwortlich für die Denkerei zeichneten Bazon Brock, Peter Sloterdijk, Peter Weibel, Karl Schlögel und weitere Wissenschaftler. Ab November 2011 kooperierte das „Amt für Arbeit an unlösbaren Problemen“ mit der Leuphana Universität Lüneburg. In der Denkerei sollte die gesellschaftliche Diskussion komplexer Problemstellungen (wie z. B. Euro-Krise oder Atommüllendlager) aufgegriffen und ein Dialog mit Politik, Wirtschaft und Zivilgesellschaft geführt werden. Dazu bedienten sich die Verantwortlichen unterschiedlicher Kunst- und Kommunikationsformate. Im April 2019 musste die Denkerei die Räume verlassen, da der Mietvertrag auslief. Mit dem Vortrag Denken ist angewandter Heroismus nahm Bazon Brock Abschied vom Berliner Oranienplatz; mit dem Hinweis, in den nächsten Jahren mit der Denkerei in anderen Städten zu gastieren.

### Zitat
„Wenn Menschen in Zukunft überhaupt noch etwas gemeinsam haben werden, dann sind es nicht Illusionen kultureller Identität – wie gemeinsame Sprache, Religionen, Tischsitten; sondern die Konfrontation aller mit nicht lösbaren Problemen.“

### Arbeitsgebiete und Fachvorstände
Evidenzkritik/Müllkulte (Bazon Brock), Psychopolitik (Peter Sloterdijk), Technotheologie (Peter Weibel), Abendländische Epistemologie (Arno Bammé), Stoische Diätetik (Ulrich Heinen), Konsumforschung (Wolfgang Ullrich), Molekularbiologie (Roland Brock) sowie Transformationsregeln des Rechts (Fabian Steinhauer).

### Gestaltung
Die Gestaltung der Räumlichkeiten der Denkerei erfolgte durch die Kommunikationsdesigner Florian Adler und Hans-Peter Schmidt von der Adler&Schmidt Berlin.